# Шренява (герб)
Шреня́ва (пол. Szreniawa, Krzywaśń, Occele, Ocele, Śrzeniawita, Śrzeniawa, Śrzeniewta, Śreniawa) — родовий герб польської шляхти.

## Опис
У червоному полі срібна річка, спадаюча по викривленій лінії від правого верхнього до нижнього лівого кута, на верху річки стоїть хрест.
Над шоломом і короною, між двома трубами, з яких на кожній по чотири бубінця, виходить лев, що дивиться прямо.

## Історія
Початок цього герба відносять до XI століття, а значення емблеми пояснюють перемогою, здобутої за часів правління короля Болеслава Хороброго при річці Шреняві. Перше відоме зображення герба датоване 1371 роком, перший судовий запис про герб — 1403 року.
З історичних хронік відомо, що 1359 року в лісах Плонини на Волощині, під час військової кампанії, зазнавши поразки від молдавської армії, хоругва Шреняви була захоплена ворогом. Від 1371 та 1376 рр. відома печатка руського (галицько-українського) старости Івана Кміти, який є одним з перших історично відомих носії цього герба.
Після Городельської унії 1413 року ряд гербів, в тому числі й Шранява були офіційно закріпленні за представниками литовсько-руської (української) шляхти, та відбулось зрівняння прав шляхти католицького віровизнання Королівства Польського та шляхти Великого князівства Литовського, Руського та Жемантійського.

## Роди
Належав понад 290 родам Білорусі, України, Литви і Польщі зокрема: Александровичі, Амфори, Амфоровичі, Белевські, Белинські, Бельські, Берковські, Богуни, Бориславські, Хораїми, Добшиці, Дружини (Druzyna), Голохвасти, Гораїм (Horaim), Клюси (Klus, Klusa), Кміти, Ладайда, Лангач (Langacz), Ліпські (Липські), Любомирські, Любовицькі, Писарські, Плачковські, Потоцькі, Радвани (Radwan), Рагози, Роговські, Седлецькі, Стадніцькі, Шерепи (Шарэпа, Szerepa), Шов, Тагоборські, Тукалло, Туровські, Жмигродські (Żmigrodzcy, z Żmigroda Stadnicki), Змієвські (Zmijewski) та інш.

## Різновиди
- Арумович
- Бєліни
- Дружина